# 1600 Pennsylvania Avenue
1600 Pennsylvania Avenue est une comédie musicale de 1976 avec une musique de Leonard Bernstein et un livret et des paroles d'Alan Jay Lerner.   
Il est considéré comme un légendaire flop de Broadway, ne proposant que sept représentations. C'était la dernière partition originale de Bernstein pour Broadway. 

## Distribution (première)
- Ken Howard : Le président
- Gilbert Price : Lud
- Patricia Routledge : La femme du président
- Emily Yancy (en) : Seena
- Jo-Ann Baldo : Dancing Ensemble
- Clyde-Jacques Barrett : Dancing Ensemble
- Raymond Bazemore : Henry The Staff
- Joella Breedlove : Dancing Ensemble
- Elaine Bunse : Singing Ensemble
- Nancy Callman : Singing Ensemble
- Richard Chappell : Connecticut The Thirteen Delegates
- Walter Charles : New Jersey The Thirteen Delegates
- Guy Costley : Little Lud
- Raymond Cox :